# Borgo Ticino
Borgo Ticino là một đô thị ở tỉnh Novara ở vùng Piedmont của Ý, tọa lạc cách 100 km về phía đông bắc của Torino và khoảng 25 km về phía bắc của Novara. Tại thời điểm ngày 31 tháng 12 năm 2004, đô thị này có dân số 4.229 người và diện tích là 13,3 km².
Đô thị Borgo Ticino có các frazioni (đơn vị trực thuộc, chủ yếu là các làng) Gagnago and Campagnola.
Borgo Ticino giáp các đô thị: Agrate Conturbia, Castelletto sopra Ticino, Comignago, Divignano, Varallo Pombia, và Veruno.